# Ferdinand Wilhelm von Bocholtz zu Störmede und Henneckenrode
Ferdinand Wilhelm von Bocholtz zu Störmede und Henneckenrode (* 19. November 1708; † 8. Januar 1784 in Hildesheim) war Domherr in Hildesheim und Münster.

## Leben
Ferdinand Wilhelm von Bocholtz zu Störmede und Henneckenrode entstammte dem niederrheinischen Adelsgeschlecht von Bocholtz. Er war der Sohn des Jobst Arnold Christoph von Bocholtz zu Störmede und Henneckenrode und dessen Gemahlin Maria Helena von Schade zu Blessenol und Antfeld. Sein Bruder Caspar Arnold (1701–1789) war mit Maria Theresia von Meschede verheiratet und verzichtete
im Jahre 1733 in Hildesheim zugunsten von Ferdinand Wilhelm auf seine Präbende. Durch päpstliche Provision kam er im Jahre 1742 in den Besitz einer münsterschen Dompräbende. Hier wurde er am 16. November 1761 zum Domscholaster gewählt. 1771 wurde er Dechant des Kollegiatstifts St. Andreas in Hildesheim. Ferdinand Wilhelm war Subdiakon und verzichtete im Jahre 1783 auf seine münstersche Präbende zugunsten seines Neffen Theodor Werner von Bocholtz. Er starb 1784 und ist im Dom zu Hildesheim begraben.

## Weltliche Ämter
- Geheimer Rat in Münster
- Kriegsrat
- Hofrichter und Hofkammerpräsident in Hildesheim